# Vindemiatrix
Vindemiatrix (Epsilon Virginis) – trzecia co do jasności gwiazda w gwiazdozbiorze Panny. Ma ona wielkość 2,85m i jest oddalona o ok. 110 lat świetlnych.

## Nazwa
Tradycyjna nazwa gwiazdy, Vindemiatrix, wywodzi się od łacińskiego Vindemiator, co oznacza „winogrodnik”. Wiąże się to z faktem, że heliakalny wschód tej gwiazdy przypada na czas, kiedy należy rozpocząć zbiór winogron. Współcześnie używana forma pojawiła się w Tablicach alfonsyńskich. Inna nazwa tej gwiazdy, Almureddin, oznacza to samo i wywodzi się z języka arabskiego. Międzynarodowa Unia Astronomiczna w 2016 roku formalnie zatwierdziła użycie nazwy Vindemiatrix dla określenia tej gwiazdy.

## Charakterystyka
Jej jasność przewyższa słoneczną 93-krotnie, a jej masa jest 2,7 raza większa od masy Słońca. Należy do żółtych olbrzymów, jej typ widmowy to G8 III. Jest dość silnym źródłem promieniowania X.